# یلینگ ستلمنت (آلاباما)
یلینگ ستلمنت (به انگلیسی: Yelling Settlement) یک منطقهٔ مسکونی در ایالات متحده آمریکا است که در شهرستان بالدوین، آلاباما واقع شده‌است. یلینگ ستلمنت  ۴۳٫۸۹ متر بالاتر از سطح دریا واقع شده‌است.